# Microlomaptera aenea
Microlomaptera aenea är en skalbaggsart som beskrevs av Ernst Gustav Kraatz 1885. Microlomaptera aenea ingår i släktet Microlomaptera och familjen Cetoniidae. Inga underarter finns listade i Catalogue of Life.